# Миндживан
Миндживан (азерб. Mincivan) — посёлок в Зангеланском районе Азербайджана.

## География
Расположен на левом берегу реки Араз, в 12 км к юго-востоку от города Зангилан, у железнодорожной станции Минджевань, на недействующей железнодорожной ветви Джульфа — Горадиз. Также от железнодорожной станции Минджевань отходит тупиковая ветвь протяжённостью 39 км на Капан, которая проходит через Зангелан.

## Население
По данным «Кавказского календаря» 1912 года в селе Минджеван проживало 100 человек, в основном азербайджанцев, указанных как «татары».
Согласно результатам Азербайджанской сельскохозяйственной переписи 1921 года, Минджеван с отсёлком Гюшан Кубатлинского уезда Азербайджанской ССР населяли 257 человек (58 хозяйств), преобладающая национальность — тюрки азербайджанские (азербайджанцы).
По состоянию на 1 января 1933 года в Миндживане Зангеланского района Азербайджанской ССР проживало 322 человека (72 хозяйства) — 169 мужчин и 153 женщины. Весь сельсовет (сёла Бахарлы, Деллакли, Таракеме) центром которого являлся Миндживан, на 100 % состоял из тюрков (азербайджанцев).
По всесоюзной переписи населения 1989 года в пгт. Миндживан проживало 5506 человек.
| 1959 | 1970  | 1979  | 1989  | 2005 |
| ---- | ----- | ----- | ----- | ---- |
| 3435 | ↗4530 | ↗4583 | ↗5506 | ↘344 |

### Национальный состав
| Год переписи       | 1970           | 1979            |
| ------------------ | -------------- | --------------- |
| азербайджанцы      | 4 157 (91,8 %) | ↘3 844 (98,8 %) |
| армяне             | 219 (4,8 %)    | ↘6 (0,2 %)      |
| русские и украинцы | 83 (1,8 %)     | ↘36 (0,9 %)     |
| другие             | 71 (1,5 %)     | 3 (0,1 %)       |
| всего              | 4 530          | 3 889           |

## История
В составе Российской империи село Миндживан входило в состав Зангезурского уезда Елизаветпольской губернии.
В советские годы населённый преимущественно азербайджанцами Миндживан входил в состав Зангеланского района Азербайджанской ССР. В ходе Первой карабахской войны в 1993 году село перешло под контроль армянских вооружённых сил. В составе непризнанной Нагорно-Карабахской Республики получил статус города, вошёл в состав Кашатахского района и стал называться Миджнава́н (арм. Միջնավան).
21 октября 2020 года, в ходе Второй карабахской войны, в результате тяжёлых боёв Азербайджан вернул контроль над посёлком.

## Климат
| Показатель              | Янв. | Фев. | Март | Апр. | Май  | Июнь | Июль | Авг. | Сен. | Окт. | Нояб. | Дек. | Год  |
| ----------------------- | ---- | ---- | ---- | ---- | ---- | ---- | ---- | ---- | ---- | ---- | ----- | ---- | ---- |
| Средняя температура, °C | 4,1  | 5,1  | 8,8  | 14,1 | 19,8 | 24,4 | 26,9 | 27,6 | 22,6 | 17,4 | 10,1  | 5,5  | 15,5 |
| Источник:               |      |      |      |      |      |      |      |      |      |      |       |      |      |

## Галерея
- Улицы Миндживана